# Join minta
A join minta egy konkurrens (párhuzamos, elosztott) programtervezési minta, aminek lényege, hogy a szálak üzenetátadással kommunikálnak. A zárolással szemben magas szintű programozási modell, ami kommunikációs szerkezetmodellt használ, hogy elvonatkoztasson a környezet bonyolultságától, és lehetővé tegye a skálázást. Az üzenetek elfogyasztását atominak tekinti, még akkor is, ha több csatornán érkeztek az üzenetek.
Ez a minta a join-kalkuluson alapul, és mintaillesztést használ. Konkrétan ezt azzal valósítja meg, hogy lehetővé teszi függvények join definícióját, és/vagy csatornákat, amelyek konkurens hívásra illeszkednek, továbbá üzenetminták is definiálhatók. Konkurens programtervezési minták mintája (metaminta), mivel egyszerűbbé és hatékonyabbá teszi ezeknek az entitásoknak a kommunikációt és a többszálú programozási paradigma használatát.

## Leírása
A join-minta egy magasabb csővezeték, szinkronizációval és mintaillesztéssel. Angolul chordnak is nevezik. Valójában a fogalom összegezhető illesztéssel és csatlakozással néhány üzenetre, amelyek különböző üzenetsorokból származnak, majd egyetlen kezelővel egyszerre kezeli őket. Az első elvárt kommunikációs lépés jelezhető a when kulcsszóval, a felcsatlakozás és párosítás and kulcsszóval, és a különféle feladatok futtatása a do kulcsszóval. A join minta tipikus formája:
```
j
.
When
(
a1
).
And
(
a2
).
 
...
 
.
And
(
an
).
Do
(
d
)

```

A When(a1) első argumentuma lehet szinkron vagy aszinkron csatorna, de lehet csatornák tömbje is. Minden további argumentumnak aszinkron csatornának kell lennie.
Pontosabban, ha egy üzenet illeszkedik minták egy összekapcsolt sorozatára, akkor elindul a kezelője egy új szálban, ha aszinkron kontextusban van, különben az üzenetnek várnia kell addig, amíg nem illeszkedik egy minta az ő valamelyik mintájára. Ha több illeszkedés van, akkor nem specifikált, hogy melyik minta választódik ki. Egy eseménykezelővel szemben, ami egy időben egyszerre több alternatív esemény egyikét szolgálja ki, a join minta csatornák konjunkciójára vár, és verseng a végrehajtásért minden más megengedett mintával.

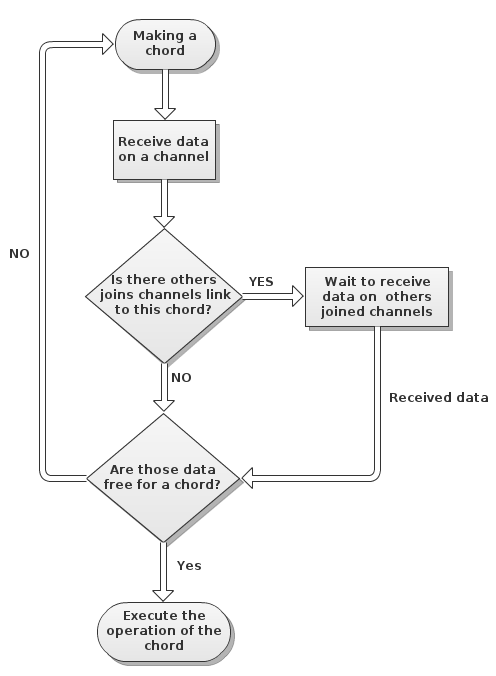
Folyamatdiagram a join minta végrehajtásáról; általános illesztés több üzenetre (wait a chord) és az erőforrások szinkronizálása (szabad vagy zárolva)

A join mintát pi-kalkulusbeli csatornák halmaza definiálja, ami két műveletet definiál, a küldést és a fogadást; emiatt két join kalkulusbeli névre van szükség, egy x csatornanévre és egy x függvénynévre, az érték megszerzéséhez (egy kérés). A join definíció jelentése x() egy hívása, ami visszaadja azt az értéket, ami egy x<> csatornán érkezett. Továbbá ha több függvény fut párhuzamosan, kiváltódik a return folyamat, és együtt szinkronizálódik a többi folyamattal.
```
J
 
::=
 
//join patterns

|
 
x
<
y
>
 
//message send pattern

|
 
x
(
y
)
 
//function call pattern

|
 
J
 
|
 
JBIS
 
//synchronization

```

A kliens perspektívájából a csatorna csak deklarál egy metódust, ugyanazzal a névvel és szignatúrával. A kliens üzenetet küld vagy kérést vált ki a metódus hívásával. A folytató metódusnak várnia kell, amíg kérés vagy üzenet érkezett minden csatornán a folytatás When mondatát követően. Ha a folytatás futni kezd, akkor a csatornahívások argumentumai kikerülnek a sorból (elfogyasztódnak), és atomian átadódnak a folytatás paramétereinek. 

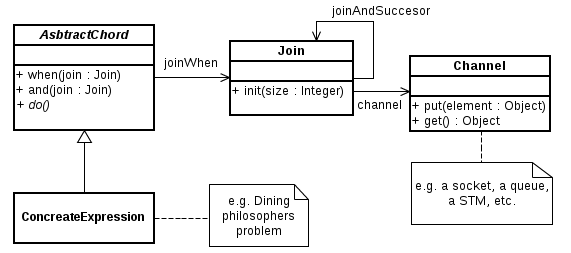
A join minta osztálydiagramja

A legtöbb esetben a szinkron hívások sorrendje nem garantált a jobb teljesítmény érdekében. Az üzeneteket egy másik szál is elfogyaszthatja, így a szálnak lehet, hogy tovább kell várnia egy újabb üzenetre.

## Története

### π-kalkulus – 1992
A π-kalkulus a folyamatkalkulusok családjába tartozik, aminek segítségével matematikai képletekkel írja le és elemzi a konkurens számítások sorozatát elnevezett csatornák bevezetésével, így a folyamatok kommunikálhatnak csatornákon keresztül, így leírhatók olyan konkurens számítások is, amelyek hálózatkonfigurációja dinamikusan, futásidőben változik.

### Join kalkulus – 1993
A join minták először Fournet és Gonthier alapvető join kalkulusával jelentek meg, mint aszinkron folyamatalgebra, amit elosztott környezetben hatékony implementációhoz terveztek. A join kalkulus kifejezőképessége megegyezik a π-kalkuluséval. Arra fejlesztették ki, hogy formális megalapozást adjon az elosztott programozási nyelvekhez, így elkerüli a más folyamatkalkulusokban használt kommunikációs szerkezeteket, például a randevúkat.

### Elosztott join kalkulus – 1996
A join kalkulus névátadó kalkulus, és egyben magnyelv a konkurens és elosztott programozáshoz. Az elosztott join kalkulus a join kalkuluson alapul, de az elosztott számításokhoz kibővítve. Mobil ágenseket használ, ahol az ágensek nem egyszerűen programok, hanem futó folyamatok, a saját kommunikációs képességeikkel.

### JoCaml, Funnel és Join Java – 2000
A JoCaml és a Funnel funkcionális programozási nyelvek, amelyek támogatják a join minták deklarálását. Közvetlenül valósítják meg a join kalkulust funkcionális programozási nyelvekben.
Egy másik kiterjesztés egy nem szabványos kiterjesztés, a Java, JoinJava, amit Itzstein és Kearney javasolt.

### Polyphonic C# – 2002
Cardelli, Benton és Fournet javasolta a C# bővítését join mintával 2002-ben, ez a Polyphonic C#.

### Cω – 2003
A Cω a join kalkulus objektumorientált adaptációja. Tartalmazta a Polyphonic C#-ot a Cω (Comega) 2004-es kiadásában.

### Scala Joins – 2007
A Scala Joins egy programkönyvtár, ami lehetővé teszi a join minta alkalmazását a Scala nyelvben a kiterjeszthető mintaillesztés kontextusában, hogy a join mintát a létező aktor alapú keretrendszerbe integrálja.

### JErlang – 2009
Az Erlang natívan támogatja a konkurens, valós idejű és elosztott paradigmát. A folyamatok közötti konkurenciát bonyolult volt megoldani, ezért egy új nyelvet alkottak, a JErlangot, ami a join kalkuluson alapul.

## A klasszikus programozási irodalomban
Join mintával egyszerűen kódolhatók egymással kapcsolatban álló konkurens problémák, mint aktorok és aktív objektumok.
- Gátak [18]

```
class
 
SymmetricBarrier
 
{

public
 
readonly
 
Synchronous
.
Channel
 
Arrive
;

public
 
SymmetricBarrier
(
int
 
n
)
 
{

    
// create j and init channels (elided)

    
var
 
pat
 
=
 
j
.
When
(
Arrive
);

    
for
 
(
int
 
i
 
=
 
1
;
 
i
 
<
 
n
;
 
i
++
)
 
pat
 
=
 
pat
.
And
(
Arrive
);

    
pat
.
Do
(()
 
=>
 
{
 
});

}

}

```

- Étkező filozófusok [19]

```
var
 
j
 
=
 
Join
.
Create
();

Synchronous
.
Channel
[]
 
hungry
;

Asynchronous
.
Channel
[]
 
chopstick
;

j
.
Init
(
out
 
hungry
,
 
n
);
 
j
.
Init
(
out
 
chopstick
,
 
n
);

for
 
(
int
 
i
 
=
 
0
;
 
i
 
<
 
n
;
 
i
++
)
 
{

    
var
 
left
 
=
 
chopstick
[
i
];

    
var
 
right
 
=
 
chopstick
[(
i
+
1
)
 
%
 
n
];

    
j
.
When
(
hungry
[
i
]).
And
(
left
).
And
(
right
).
Do
(()
 
=>
 
{

    
eat
();
 
left
();
 
right
();
 
// replace chopsticks

    
});

}

```

- Kölcsönös kizárás [20]

```
class
 
Lock
 
{

public
 
readonly
 
Synchronous
.
Channel
 
Acquire
;

public
 
readonly
 
Asynchronous
.
Channel
 
Release
;

    
public
 
Lock
()
 
{

        
// create j and init channels (elided)

        
j
.
When
(
Acquire
).
And
(
Release
).
Do
(()
 
=>
 
{
 
});

        
Release
();
 
// initially free

    
}

}

```

- Termelő-fogyasztó minta [21]

```
class
 
Buffer
<
T
>
 
{

public
 
readonly
 
Asynchronous
.
Channel
<
T
>
 
Put
;

public
 
readonly
 
Synchronous
<
T
>
.
Channel
 
Get
;

    
public
 
Buffer
()
 
{

        
Join
 
j
 
=
 
Join
.
Create
();
 
// allocate a Join object

        
j
.
Init
(
out
 
Put
);

        
// bind its channels

        
j
.
Init
(
out
 
Get
);

        
j
.
When
(
Get
).
And
(
Put
).
Do
 
// register chord

        
(
t
 
=>
 
{
 
return
 
t
;
 
});

    
}

}

```

- Író-olvasó zárolás[18]

```
class
 
ReaderWriterLock
 
{

private
 
readonly
 
Asynchronous
.
Channel
 
idle
;

private
 
readonly
 
Asynchronous
.
Channel
<
int
>
 
shared
;

public
 
readonly
 
Synchronous
.
Channel
 
AcqR
,
 
AcqW
,

RelR
,
 
RelW
;

public
 
ReaderWriterLock
()
 
{

    
// create j and init channels (elided)

    
j
.
When
(
AcqR
).
And
(
idle
).
Do
(()
 
=>
 
shared
(
1
));

    
j
.
When
(
AcqR
).
And
(
shared
).
Do
(
n
 
=>
 
shared
(
n
+
1
));

    
j
.
When
(
RelR
).
And
(
shared
).
Do
(
n
 
=>
 
{

    
if
 
(
n
 
==
 
1
)
 
idle
();
 
else
 
shared
(
n
-
1
);

    
});

    
j
.
When
(
AcqW
).
And
(
idle
).
Do
(()
 
=>
 
{
 
});

    
j
.
When
(
RelW
).
Do
(()
 
=>
 
idle
());

    
idle
();
 
// initially free

}

}

```

- Szemaforok[20]

```
class
 
Semaphore
 
{

public
 
readonly
 
Synchronous
.
Channel
 
Acquire
;

public
 
readonly
 
Asynchronous
.
Channel
 
Release
;

    
public
 
Semaphore
(
int
 
n
)
 
{

        
// create j and init channels (elided)

        
j
.
When
(
Acquire
).
And
(
Release
).
Do
(()
 
=>
 
{
 
});

        
for
 
(;
 
n
 
>
 
0
;
 
n
--
)
 
Release
();
 
// initially n free

    
}

}

```

## Alapfogalmak
- Join kalkulus: A join minta első megvalósításai ezen alapulnak.
- Üzenetátadás: A join minta párhuzamossági okok miatt üzenetátadással működik.
- Csatorna: Csatornák szinkronizálják és adnak át üzeneteket a konkurensen végrehajtott szálak között. Általában egy csatorna több join mintában is benne van, minden minta egy lehetséges folytatást definiál, ami lefuthat, ha a csatorna meghívódik.[6]
- Szinkron: A join minta használhat szinkron csatornákat, amelyek eredményt adnak vissza. A szinkron minta folytatása a szinkron hívó szálában fut.[6]
- Aszinkron: Az aszinkron csatornának nincs visszatérési értéke, de argumentumai lehetnek. Folytatása egy új szálban fut. A join minta teljesen aszinkron lehet, folytatását szubrutinban nyújtja, és When mondata csak aszinkron csatornákat tartalmaz.[6]
- Szinkron és aszinkron: A szinkron és aszinkron bufferek kombinációja egy olyan modult eredményez, ami kétféle fogyasztót támogat.[6]
- Ütemező: a join mintákat ütemezni kell, kell egy ütemező, ami ezt megoldja.[6]
- Programtervezési minták: a join minta konkurens viselkedési programtervezési minta.
- Konkurens programozás: Konkurensen hajtódik végre.
- Mintaillesztés: a join minta illeszkedő feladatokkal működik.
- Párhuzamos programozás: párhuzamosan hajtódnak végre a feladatok.
- Elosztott programozás: a join mintával felosztott feladatokat különböző ágensek hajthatják végre különböző környezetekben.
- Tranzakcionális memória: alkalmas a join minta kommunikációjának megvalósítására.
- Átfedés: a join minta számára nem probléma a különböző join minták közötti átfedés, egy csatornára több join minta is hivatkozhat.

## Alkalmazások

### Mobil ágenesek
A mobil ágensek autonóm programágensek társas készségekkel, kommunikációs lehetőségekkel és mozgási lehetőségekkel. A program és adatai mozoghatnak különféle gépek között futás közben.
A mobil ágensek használhatók arra, hogy összekapcsolják a konkurens és az elosztott programozást join kalkulussal. Ezért megalkották az elosztott join kalkulus fogalmát, ami helyekkel és primitívekkel bővíti a join kalkulust a mobilitás leírására. Így az ágenseknek van fogalmuk a lokációról, ami az ágens fizikai helyét jelenti. Az ágens atomi jelleggel mozoghat a különböző helyek között.
Egy ágens folyamata funkcionalitásainak halmazaként definiálható, amibe beletartozik az aszinkron üzenetátadás, és a vándorlás. A mozgás könnyebb reprezentációja érdekében a helyeket fába szervezik. Ezzel a hibázás is egyszerűbben modellezhető. Ha egy helyen összeomlik a program, akkor minden alatta levő helyen is összeomlik. Egy meghatározott helyű hiba bármely futási helyről megtalálható, ez segít kijavítani a hibát.
Így a join kalkulus egy elosztott nyelv magja. Operációs szemantikája egyszerűen implementálható egy elosztott rendszerben, ami a hiba lehetőségét is tartalmazza. Így a join kalkulus elsőrangú objektumokként kezeli a csatornákat és a helyeket. Egy hely ismeri más helyek nevét, ezért onnan oda lehet lépni. Ez biztos alapot teremt a statikus elemzésnek és a biztonságos mozgásnak. Teljes az elosztott helyek kifejezésében. Ha nincs hiba, akkor a végrehajtás független a helyektől. Ez az átláthatóság fontos a mobil ágensek tervezésében, és nagyon hasznos tulajdonságaik ellenőrzéséhez.
2007-ben kiadták az alap join kalkulus egy proaktív ágenseket kezelő kiegészítését. Az ágensek megfigyelhetik közös környezetüket. Ehhez a közös környezethez változók adhatók az ágensekkel, például egy névszolgáltató, ami segít megtalálni más ágenseket.

### Szerkesztés, fordítás
A join nyelvek join kalkulusra, mint magnyelvre épülnek. Ezért a kalkulust aszinkron folyamatokkal elemzik, és a join minták modellt adnak az eredmény szinkronizálására. 
 Ehhez két fordító szükséges:
- Join fordító: a join nyelv számára készített fordító. Ezt csak a join kalkulus számára hozták létre.
- Jocaml fordító: Az Objectif Caml egy kiterjesztésének fordítója, ami a join kalkulust használja.[24]

Ez a két fordító ugyanazon a rendszeren, egy automatán működik.
```
let A(n) | B() = P(n)
and A(n) | C() = Q(n)
;;

```

Ez egy üzenet fogyasztását reprezentálja, ami a kiegészített join modellbe érkezik. Minden állapot egy lehetőség a kód végrehajtására, és minden átmenet üzenet fogadása két állapot között. Ha minden üzenet meg van ragadva, akkor a fordító végrehajtja a join kód törzsét, a teljes join modellnek megfelelően.
Így a join kalkulusban az alapértékek nevek, mint például A, B vagy C. Így a két fordító kétféleképpen reprezentálja az eredményeket. A join fordító egy kétdimenziós vektort használ, az első a név, a második pedig a fogadott üzenetek listája. A Jocaml a neveket pointerként használja, ami a definícióra mutat. Ezek további nevek pointerét tartalmazzák állapot mezővel, és illeszkedő adatszerkezetet üzenetekkel. Az alapvető különbség az, hogy ha az őrző folyamat végrehajtódik, akkor először az üzenetben szereplő összes nevet ellenőrzi, hogy készen állnak-e a futásra, míg a második csak egy változót és hozzáférést a többihez ahhoz, hogy tudja, a modell teljes.
Jelenlegi kutatások szerint a fordítási séma kétlépéses: irányításból és továbbításból áll. Az irányító tervezése és korrektsége lényegében a mintaillesztés elméletén múlik, míg egy belső irányítási lépés beszúrása a kommunikációba természetes ötlet, ami intuitívan nem változtatja meg a folyamat működését. Megfigyelték, hogy nem érdemes ennek ellenőrzése érdekében felügyelő objektumokat futás idejű szinten beiktatni, mivel ez jelentősen bonyolultabbá teszi az üzenetsorok kezelését, mivel végig kellene őket szkennelni a mintaillesztés és az üzenet elfogyasztása előtt.

## Implementációk és könyvtárak
A join mintákat több nyelvben is megtalálhatjuk. Egyes nyelvek implementációja is a join mintákon alapul, ilyen például a Polyphonic C# és az MC#. Más nyelvek könyvtárként tartalmazzák a join mintákat. Ilyen a Scala Joins a Scala számára, vagy a VB Joins könyvtára. Továbbá egyes nyelvekben a join mintával fejlesztik a join mintákat, ilyen például a Scheme.
|                              | JErlang               | CB                      | Joins Library | Polyphonic C# | Parallel C# | Cω   | Scala Joins | F#   | Scheme | Join Java       | Hume                    | JoCaml          |
| ---------------------------- | --------------------- | ----------------------- | ------------- | ------------- | ----------- | ---- | ----------- | ---- | ------ | --------------- | ----------------------- | --------------- |
| Mintaillesztés               | Igen                  | Igen                    | Igen          | Igen          | Igen        | Igen | Igen        | Igen | Igen   | Igen            | Igen                    | Igen            |
| Ütemező a join minták között | Igen : első illesztés | Igen : első/round robin | Igen          | Igen          | Igen        | Igen | Igen        | Igen | Nem    | Igen : véletlen | Igen : első/round robin | Igen : véletlen |
| Generikusok                  | Igen                  | N/A                     | Igen          | Nem           | N/A         | Nem  | Igen        | Igen | Nem    | Nem             | Nem                     | Nem             |
| Felüldefiniálás              | Nem                   | Igen                    | N/A           | N/A           | N/A         | Igen | Igen        | Igen | Igen   | Igen            | Nem                     | Nem             |

### Join Java
A Join Java egy programozási nyelv, ami a Javán alapul, és amiben használhatók join minták. Ezt három új nyelvi szerkezet bevezetésével éri el:
A join metódusokat két vagy több join töredékkel lehet definiálni. A join metódus ezeket próbálja meg végrehajtani. Ha a visszatérési típus szabvány Java típus, akkor a vezető töredék blokkolja a hívót, amíg a join minta nem végez, és a metódus is be nem fejeződik. Ha a visszatérési érték jel, akkor a vezető töredék azonnal visszatér. A több töredék aszinkron, nem blokkolja a hívót.
Példa:
```
 
class
 
JoinExample
 
{

    
int
 
fragment1
()
 
&
 
fragment2
(
int
 
x
)
 
{

       
//will return value of x

       
//to caller of fragment1

       
return
 
x
;

    
}

 
}

```

Az aszinkron metódusokat jel visszatérési típusúak. Ugyanazok a jellemzői, mint a void visszatérési típus, kivéve hogy azonnal visszaér, és törzsét egy új szál hajtja végre.
Példa:
```
 
class
 
ThreadExample
 
{

    
signal
 
thread
(
SomeObject
 
x
)
 
{

       
//this code will execute in a new thread

    
}

 
}

```

Rendezési módosítók: a join töredékek különböző join mintákban szerepelnek, így lehet, hogy egy minta hívásával több join minta is illeszkedik. Az alábbi példában, ha B(), C() és D() meghívódik, akkor A() is meghívódik. Az A() töredék a minták közül háromra illeszkedik, így három metódus is meghívható. A rendezési osztálymódosító meghatározza, hogy ekkor melyik hívódjon meg; alapértelmezetten véletlenül választódik ki. A rendezési módosító prioritást állíthat fel, hogy melyik legyen előnyben.
Példa:
```
 
class
 
ordered
 
SimpleJoinPattern
 
{

    
void
 
A
()
 
&
 
B
()
 
{

    
}

    
void
 
A
()
 
&
 
C
()
 
{

    
}

    
void
 
A
()
 
&
 
D
()
 
{

    
}

    
signal
 
D
()
 
&
 
E
()
 
{

    
}

 
}

```

A legközelebbi rokon nyelv a Polyphonic C#.

### JErlang
Erlangban nem egyszerű megoldani a párhuzamos folyamatok szinkronizációját. Ezért hozták létre a JErlang nyelvet, ami az Erlang kiterjesztése. A J betű a Join rövidítése. A bővítés elemei:
A joinok lehetővé teszik az első illesztés szemantikáját; lehetőséget ad több minta definiálására, és az üzenetek sorrendjének megőrzésére.
```
operation
()
 
->

    
receive

        
{
ok
,
 
sum
}
 
and
 
{
val
,
 
X
}
 
and
 
{
val
,
 
Y
}
 
->

            
{
sum
,
 
X
 
+
 
Y
};

        
{
ok
,
 
mult
}
 
and
 
{
val
,
 
X
}
 
and
 
{
val
,
 
Y
}
 
->

            
{
mult
,
 
X
 
*
 
Y
};

        
{
ok
,
 
sub
}
 
and
 
{
val
,
 
X
}
 
and
 
{
val
,
 
Y
}
 
->

            
{
sub
,
 
X
 
-
 
Y
};

    
end

end

```

Az őrök további szűrést tesznek lehetővé minták nélkül. Korlátozott számú kifejezés mellékhatás nélkül.
```
receive

    
{
Transaction
,
 
M
}
 
and
 
{
limit
,
 
Lower
,
 
Upper
}

        
when
 
(
Lower
 
<=
 
M
 
and
 
M
 
<=
 
Upper
 
)
 
->

    
commit_transaction
(
M
,
 
Transaction
)

end

```

Nemlineáris mintákkal az üzenet több joinra illeszthető.
```
receive

    
{
get
,
 
X
}
 
and
 
{
set
,
 
X
}
 
->

        
{
found
,
 
2
,
 
X
}

end

...

receive

    
{
Pin
,
 
id
}
 
and
 
{
auth
,
 
Pin
}
 
and
 
{
commit
,
 
Id
}
 
->

        
perform_transaction
(
Pin
,
 
Id
)

end

```

A terjesztés lehetővé teszi, hogy az üzenetek törlés helyett másolódjanak.
```
receive

    
prop
({
session
,
 
Id
})
 
and
 
{
act
,
 
Action
,
 
Id
}
 
->

        
perform_action
(
Action
,
 
Id
);

    
{
session
,
 
Id
}
 
and
 
{
logout
,
 
Id
}
 
->

        
logout_user
(
Id
)

end

...

receive

    
{
Pin
,
 
id
}
 
and
 
{
auth
,
 
Pin
}
 
and
 
{
commit
,
 
Id
}
 
->

        
perform_transaction
(
Pin
,
 
Id
)

end

```

Szinkron hívások
```
receive

    
{
accept
,
 
Pid1
}
 
and
 
{
asynchronous
,
 
Value
}

                   
and
 
{
accept
,
 
Pid2
}
 
->

        
Pid1
 
!
 
{
ok
,
 
Value
},

        
Pid2
 
!
 
{
ok
,
 
Value
}

end

```

### C++
Yigong Liu írt néhány osztályt a C++-hoz a join minta számára, köztük hasznos eszközöket, mint a szinkron és aszinkron csatornák, chordok, és hasonlók. Beépült a Boost projektbe.
```
template
 
<
typename
 
V
>

class
 
buffer
:
 
public
 
joint
 
{

public
:

  
async
<
V
>
 
put
;

  
synch
<
V
,
void
>
 
get
;

  
buffer
()
 
{

    
chord
(
get
,
 
put
,
 
&
buffer
::
chord_body
);

  
}

  
V
 
chord_body
(
void_t
 
g
,
 
V
 
p
)
 
{

    
return
 
p
;

  
}

};

```

Ebben a példában egy szálbiztos buffer és egy üzenetsor látható a put és get alapműveletekkel.

### C#

#### Polyphonic C#
A Polyphonic C# a C# programozási nyelv kiterjesztése. Új konkurencia modellt vezet be szinkron és aszinkron metódusokkal és chordokkal.
```
public
 
class
 
Buffer
 
{

   
public
 
String
 
get
()
 
&
 
public
 
async
 
put
(
String
 
s
)
 
{

      
return
 
s
;

   
}

}

```

A példa egy egyszerű buffert mutat.

#### MC#
Az MC# nyelv a Polyphonic C# adaptációja konkurens elosztott programozáshoz.
```
public
 
handler
 
Get2
 
long
 
()
 
&
 
channel
 
c1
 
(
 
long
 
x
 
)

&
 
channel
 
c2
 
(
 
long
 
y
 
)

{

return
 
(
 
x
 
+
 
y
 
);

}

```

A példa a chordot, mint szinkronizációs eszközt mutatja.

#### Parallel C#
A Parallel C# a Polyphonic C# bővítése új fogalmakkal, mint mozgatható metódusok és magasabb rendű függvények.
```
using
 
System
;

 

class
 
Test13
 
{

 
int
 
Receive
()
 
&
 
async
 
Send
(
 
int
 
x
 
)
 
{

  
return
 
x
 
*
 
x
;

 
}

 

 
public
 
static
 
void
 
Main
(
 
string
[]
 
args
 
)
 
{

  
Test13
 
t
 
=
 
new
 
Test13
();

  
t
.
Send
(
 
2
 
);

  
Console
.
WriteLine
(
 
t
.
Receive
()
 
);

 
}

}

```

A példa a joinok használatát mutatja.

#### Cω
A Cω új nyelvi eszközöket ad a konkurrens programozáshoz a Polyphonic C# egy korábbi verziójához képest. A Joins Concurrency Library C# könyvtár és a többi .NET nyelv ebből a projektből indult ki.

#### Scalable Join Patterns
A Scalable Join Patterns egy programkönyvtár, amit arra terveztek, hogy könnyen használható legyen. A Russo könyvtárral szemben, nem tartalmaz globális zárat. Az atomi üzenetrendszeren és az összehasonlít-cserél rendszeren alapul. A könyvtár  a join minta következő kiegészítéseit tartalmazza:
- Nem használt erőforrásoknak érkezett üzenetek ellopása
- Lusta sormentés, ami allokációkor és potenciálisan a processzorközi kommunikációban az allokáció vagy a sorba tétel elkerülésével egy optimista gyors-úttal;
- Egy "WOKEN" állapot, ami biztosítja, hogy egy blokkolt szinkron hívó csak egyszer hívódik meg.

### JoCaml
A JoCaml az első nyelv, amiben a join mintát implemtálták. Eleinte a többi implementációt is a JoCaml fordítóval fordították. A JoCaml nyelv az OCaml kiterjesztése. A kiterjesztés támogatja a konkurenciát és a szinkronizációt, a programok elosztott végrehajtását, és a dinamikus költözést az aktívan futó programtöredékek számára
```
type
 
coins
 
=
 
Nickel
 
|
 
Dime

and
 
drinks
 
=
 
Coffee
 
|
 
Tea

and
 
buttons
 
=
 
BCoffee
 
|
 
BTea
 
|
 
BCancel
;;

(* def defines a Join-pattern set clause

 * "&" in the left side of = means join (channel synchronism)

 * "&" in the right hand side means: parallel process

 * synchronous_reply :== "reply" [x] "to" channel_name

 * synchronous channels have function-like types (`a -> `b)

 * asynchronous channels have types (`a Join.chan)

 * only the last statement in a pattern rhs expression can be an asynchronous message

 * 0 in an asynchronous message position means STOP ("no sent message" in CSP terminology).

   *)

def
 
put
(
s
)
 
=
 
print_endline
 
s
 
;
 
0
 
(* STOP *)

  
;;
 
(* put: string Join.chan *)

def
 
serve
(
drink
)
 
=
 
match
 
drink
 
with

                 
Coffee
 
->
 
put
(
"Cofee"
)

                 
|
 
Tea
 
->
 
put
(
"Tea"
)

              
;;
 
(* serve: drinks Join.chan *)

def
 
refund
(
v
)
 
=
 
let
 
s
 
=
 
Printf
.
sprintf
 
"Refund %d"
 
v
 
in
 
put
(
s
)

    
;;
 
(* refund: int Join.chan *)

let
 
new_vending
 
serve
 
refund
 
=

  
let
 
vend
 
(
cost
:
int
)
 
(
credit
:
int
)
 
=
 
if
 
credit
 
>=
 
cost

                      
then
 
(
true
,
 
credit
 
-
 
cost
)

                      
else
 
(
false
,
 
credit
)

  
in

  
def
 
coin
(
Nickel
)
 
&
 
value
(
v
)
 
=
 
value
(
v
+
5
)
 
&
 
reply
 
()
 
to
 
coin

  
or
 
coin
(
Dime
)
 
&
 
value
(
v
)
 
=
 
value
(
v
+
10
)
 
&
 
reply
 
()
 
to
 
coin

  
or
 
button
(
BCoffee
)
 
&
 
value
(
v
)
 
=

     
let
 
should_serve
,
 
remainder
 
=
 
vend
 
10
 
v
 
in

     
(
if
 
should_serve
 
then
 
serve
(
Coffee
)
 
else
 
0
 
(* STOP *)
)

             
&
 
value
(
remainder
)
 
&
 
reply
 
()
 
to
 
button

  
or
 
button
(
BTea
)
 
&
 
value
(
v
)
 
=

     
let
 
should_serve
,
 
remainder
 
=
 
vend
 
5
 
v
 
in

     
(
if
 
should_serve
 
then
 
serve
(
Tea
)
 
else
 
0
 
(* STOP *)
)

             
&
 
value
(
remainder
)
 
&
 
reply
 
()
 
to
 
button

  
or
 
button
(
BCancel
)
 
&
 
value
(
v
)
 
=
 
refund
(
 
v
)
 
&
 
value
(
0
)
 
&
 
reply
 
()
 
to
 
button

  
in
 
spawn
 
value
(
0
)
 
;

  
coin
,
 
button
 
(* coin, button: int -> unit *)

  
;;
 
(* new_vending: drink Join.chan -> int Join.chan -> (int->unit)*(int->unit) *)

let
 
ccoin
,
 
cbutton
 
=
 
new_vending
 
serve
 
refund
 
in

  
ccoin
(
Nickel
);
 
ccoin
(
Nickel
);
 
ccoin
(
Dime
);

  
Unix
.
sleep
(
1
);
 
cbutton
(
BCoffee
);

  
Unix
.
sleep
(
1
);
 
cbutton
(
BTea
);

  
Unix
.
sleep
(
1
);
 
cbutton
(
BCancel
);

  
Unix
.
sleep
(
1
)
 
(* let the last message show up *)

  
;;

```

gives
```
Coffee
Tea
Refund 5

```

### Hume
A Hume egy szigorú, erősen típusozott funkcionális nyelv korlátozott erőforrásokkal rendelkező platformok számára, aminek konkurenciája aszinkron üzenetátadáson alapul, tartalmaz adatfolyam programozást. Szintaxisa hasonlít a Haskellhez.
A Hume nem tartalmaz szinkron üzenetátadást.
A join minta készletek közös csatornákat tartalmaznak, mint box (doboz), amely egy in tuple összes csatornáján hallgat, és minden lehetséges kimenetet egy out tupléban definiál.
Egy join mintának meg kell felelnie a box input tuple típusnak, amit '*' jelöl a nem igényelt csatornákra, kifejezéstípusa pedig megfelel az output tuple típusnak, amit '*' jelöl a nem táplált kimenetekre.
Egy wire mondat meghatározza a következőket:
1. tuple a megfelelő input eredetekhez vagy forrásokhoz és opcionálisan kezdőértékek
2. tuple az output célokhoz, amelyek csatornák vagy sinkek (stdout, ..).

Egy box specifikálhatnak kivételkezelőket az output tuplénak megfelelő kifejezésekkel.
```
data
 
Coins
 
=
 
Nickel
 
|
 
Dime
;

data
 
Drinks
 
=
 
Coffee
 
|
 
Tea
;

data
 
Buttons
 
=
 
BCoffee
 
|
 
BTea
 
|
 
BCancel
;

type
 
Int
 
=
 
int
 
32
 
;

type
 
String
 
=
 
string
 
;

show
 
u
 
=
 
u
 
as
 
string
 
;

box
 
coffee

in
 
(
 
coin
 
::
 
Coins
,
 
button
 
::
 
Buttons
,
 
value
 
::
 
Int
 
)
 
-- input channels

out
 
(
 
drink_outp
 
::
 
String
,
 
value
’
 
::
 
Int
,
 
refund_outp
 
::
 
String
)
 
-- named outputs

match

-- * wildcards for unfilled outputs, and unconsumed inputs

  
(
 
Nickel
,
 
*
,
 
v
)
  
->
 
(
 
*
,
 
v
 
+
 
5
,
 
*
)

|
 
(
 
Dime
,
 
*
,
 
v
)
    
->
 
(
 
*
,
 
v
 
+
 
10
,
 
*
)

|
 
(
 
*
,
 
BCoffee
,
 
v
)
 
->
 
vend
 
Coffee
 
10
 
v

|
 
(
 
*
,
 
BTea
,
 
v
)
    
->
 
vend
 
Tea
 
5
 
v

|
 
(
 
*
,
 
BCancel
,
 
v
)
 
->
 
let
 
refund
 
u
 
=
 
"Refund "
 
++
 
show
 
u
 
++
 
"
\n
"

                      
in
 
(
 
*
,
 
0
,
 
refund
 
v
)

;

vend
 
drink
 
cost
 
credit
 
=
 
if
 
credit
 
>=
 
cost

                      
then
 
(
 
serve
 
drink
,
 
credit
 
-
 
cost
,
 
*
)

                      
else
 
(
 
*
,
 
credit
,
 
*
);

serve
 
drink
 
=
 
case
 
drink
 
of

               
Coffee
 
->
 
"Cofee
\n
"

               
Tea
 
->
 
"Tea
\n
"

;

box
 
control

in
 
(
c
 
::
 
char
)

out
 
(
coin
 
::
 
Coins
,
 
button
::
 
Buttons
)

match

 
'n'
 
->
 
(
Nickel
,
 
*
)

 
|
 
'd'
 
->
 
(
Dime
,
 
*
)

 
|
 
'c'
 
->
 
(
*
,
 
BCoffee
)

 
|
 
't'
 
->
 
(
*
,
 
BTea
)

 
|
 
'x'
 
->
 
(
*
,
 
BCancel
)

 
|
 
_
 
->
 
(
*
,
 
*
)

;

stream
 
console_outp
 
to
 
"std_out"
 
;

stream
 
console_inp
 
from
 
"std_in"
 
;

-- dataflow wiring

wire
 
cofee

    
-- inputs (channel origins)

    
(
control
.
coin
,
 
control
.
button
,
 
coffee
.
value
’
 
initially
 
0
)

    
-- outputs destinations

    
(
console_outp
,
 
coffee
.
value
,
 
console_outp
)

;

wire
 
control

    
(
console_inp
)

    
(
coffee
.
coin
,
 
coffee
.
button
)

;

```

### Visual Basic

#### Concurrent Basic – CB
A Concurrent Basic a Visual Basic 9.0 kiterjesztése aszinkron konkurenciaszerkezetekkel a join minták kifejezésére. A CB a korábbi Polyphonic C#, Cω és Joins Library tapasztalatain alapulva adoptál egy egyszerű eseményszerű szintaxist, ami ismerős a VB programozók számára, és lehetővé teszi generikus konkurencia absztrakciók definiálását, továbbá természetesebb támogatást nyújt az öröklődésnek, megengedve az alosztálynak a minták bővítését. Egy CB osztály deklarálhat metódust, ami meghívódik ha kommunikációs esemény történt csatornák egy join mintát meghatározó halmazán.
```
Module
 
Buffer

  
Public
 
Asynchronous
 
Put
(
ByVal
 
s
 
As
 
String
)

  
Public
 
Synchronous
 
Take
()
 
As
 
String

  
Private
 
Function
 
CaseTakeAndPut
(
ByVal
 
s
 
As
 
String
)
 
As
 
String
 
_

    
When
 
Take
,
 
Put

       
Return
 
s

  
End
 
Function

End
 
Module

```

A példa bemutatja a Concurrent Basicbe bevezetett új kulcsszavakat: Asynchronous, Synchronous és When.

### Joins könyvtár (C# és VB)
Ez a könyvtár a join minta magas szintű absztrakciója, ami objektumokat és generikusokat használ. A csatornák speciális delegált értékek valamely közös Join objektum (metódusok helyett).
```
 
class
 
Buffer
 
{

   
public
 
readonly
 
Asynchronous
.
Channel
<
string
>
 
Put
;

   
public
 
readonly
 
Synchronous
<
string
>
.
Channel
 
Get
;

   
public
 
Buffer
()
 
{

     
Join
 
join
 
=
 
Join
.
Create
();

     
join
.
Initialize
(
out
 
Put
);

     
join
.
Initialize
(
out
 
Get
);

     
join
.
When
(
Get
).
And
(
Put
).
Do
(
delegate
(
string
 
s
)
 
{

       
return
 
s
;

     
});

   
}

 
}

```

A példa azt mutatja, hogyan lehet egy Join objektum metódusait használni.

### Scala
A Scala Joins egy Scala könyvtár a join minta használatához. A mintaillesztés egy eszköz join modellek készítéséhez. Példák itt: Join definitions in Scala
A nyelv mintaillesztési lehetőségei általánosíthatók, hogy lehetővé tegye a mintaillesztésben használt objektumok független reprezentációját. Most a könyvtárakban használható egy új típusú absztrakció. A join mintának az az előnye, hogy megengedi a különböző szálak szinkronizációjának deklaratív specifikációját. A join minta megfeleltethető egy véges állapotgépnek, ami specifikálja az objektum érvényes állapotait.
```
class
 
ReaderWriterLock
 
extends
 
Joins
 
{

private
 
val
 
Sharing
 
=
 
new
 
AsyncEvent
[
Int
]

val
 
Exclusive
,
 
ReleaseExclusive
 
=
 
new
 
NullarySyncEvent

val
 
Shared
,
 
ReleaseShared
 
=
 
new
 
NullarySyncEvent

join
 
{

case
 
Exclusive
()
 
&
 
Sharing
(
0
)
 
=>
 
Exclusive
 
reply

case
 
ReleaseExclusive
()
 
=>
 
{
 
Sharing
(
0
);
 
ReleaseExclusive
 
reply
 
}

case
 
Shared
()
 
&
 
Sharing
(
n
)
 
=>
 
{
 
Sharing
(
n
+
1
);
 
Shared
 
reply
 
}

case
 
ReleaseShared
()
 
&
 
Sharing
(
1
)
 
=>
 
{
 
Sharing
(
0
);
 
ReleaseShared
 
reply
 
}

case
 
ReleaseShared
()
 
&
 
Sharing
(
n
)
 
=>
 
{
 
Sharing
(
n
-
1
);
 
ReleaseShared
 
reply
 
}

}

Sharing
(
0
)
 
}

```

Egy osztályban eseményeket definiálunk adattagként. Így lehet a join szerkezetet, hogy lehetővé tegye a mintaillesztést eset deklarációkkal. A lista => jellel kapcsolja össze a deklaráció részeit. A bal oldal join minta egy modellje, ami események szinkron vagy aszinkron kombinációját jelzi, a jobb oldal pedig végrehajtódik, ha a join minta teljesül.
Scalaban lehet az actor könyvtárat is használni. a join mintával.Például egy nem korlátos buffer:
```
val
 
Put
 
=
 
new
 
Join1
[
Int
]

val
 
Get
 
=
 
new
 
Join

class
 
Buffer
 
extends
 
JoinActor
 
{

def
 
act
()
 
{

receive
 
{
 
case
 
Get
()
 
&
 
Put
(
x
)
 
=>
 
Get
 
reply
 
x
 
}

}
 
}

```

A könyvtár támogatja az aktor alapú konkurenciát, és a join minta ennek kiterjesztése, így lehetséges kombinálni a join mintákat és az eseményvezérelt konkurenciamodellt, amit az aktorok nyújtanak. Ahogy a példában látható, ez ugyanaz, mint aktorokkal használni a join mintákat, csak eseteket kell deklarálni a fogadó metódusban, hogy megtudjuk, hogy a modell teljes.
Ugyanezek az eszközök elérhetők az F# számára is.
A Scala Join és a Chymyst a join minta újabb megvalósításai, amelyek Dr. Philipp Haller Scala Joinsán alapulnak.

### Haskell
A Join Language a join minta implementációja a Haskell számára.

### Scheme
A join minta lehetővé tesz egy új programozási stílust speciálisan a többmagos architektúrák számára, ami sok programozási helyzetben elérhető, és magas szintű absztrakciót nyújt. Ez a Guardokon (őrök) és Propagationön (továbbításon) alapul. A következőkben ennek egy megvalósítását ismertetjük a Scheme nyelvben.
Az őrök ahhoz fontosak, hogy csak az illeszkedő kulcsú adatok frissüljenek vagy lehessenek találatok. PA továbbítás töröl egy itemet, elolvassa a tartalmát és visszahelyez egy itemet a készletbe. Olvasás alatt az item megtalálható a készletben. Az őrök osztott változókkal fejezhetők ki. Az újdonság az, hogy a join minta tartalmazhatja a most továbbított és egyesített részeket. Így a Scheme-ben a továbbítás előtti vagy alatti részeket és az eltávolítás előtti és utáni részeket. A Goal-Based (cél alapú) használata ia munkát sok feladatra osztja és joinolja az összes végeredményt az összes join mintával. Egy "MiniJoin" nevű rendszert arra alkottak, hogy a köztes eredményt felhasználja más feladatok megoldásához, ha ez lehetséges. Ha ez nem lehetséges, akkor megvárja a többi feladatot, hogy felhasználhassa a végeredményüket.
Így a konkurens join minta alkalmazása párhuzamosan hajtódik végre egy többmagos rendszeren, ami viszont nem garantálja, hogy nem lesznek ütközések. Ezt a szoftvertranzakciós memória (STM) intézi egy erősen hangolt konkurens adatszerkezetben, ami atomi összehasonlításon és cserén (CAS) alapul. Ez megengedi, hogy sok konkurens művelet fusson párhuzamosan egy többmagos architektúrán. Továbbá atomi végrehajtást használ a CAS és STM közötti hamis konfliktus elkerülésére.

## Hasonló minták
A join minta nem az egyetlen, ami alkalmas egyszerre több szál futtatására, de az egyetlen, ami lehetővé teszi a kommunikációt az erőforrások, a szinkronizáció és a különböző folyamatok joinja között.
- Szekvencia minta: az egyik feladatnak meg kell várnia, amíg az előző végez (klasszikus implementáció).
- Split minta: párhuzamosan végrehajt néhány feladatot.

## Fordítás
Ez a szócikk részben vagy egészben  a   Join-pattern című angol Wikipédia-szócikk fordításán alapul.  Az eredeti cikk szerkesztőit annak laptörténete sorolja fel. Ez a jelzés csupán a megfogalmazás eredetét és a szerzői jogokat jelzi, nem szolgál a cikkben szereplő információk forrásmegjelöléseként.